# Maître des Clères Femmes
Le Maître des Clères Femmes désigne par convention un enlumineur ou un atelier originaire des Pays-Bas et actif entre 1403 et 1415 à Paris. Il doit son nom à un manuscrit du Boccace traduit en Français, Des Cleres et Nobles Femmes, peint pour le duc Jean Ier de Berry.

## Éléments biographiques et stylistiques

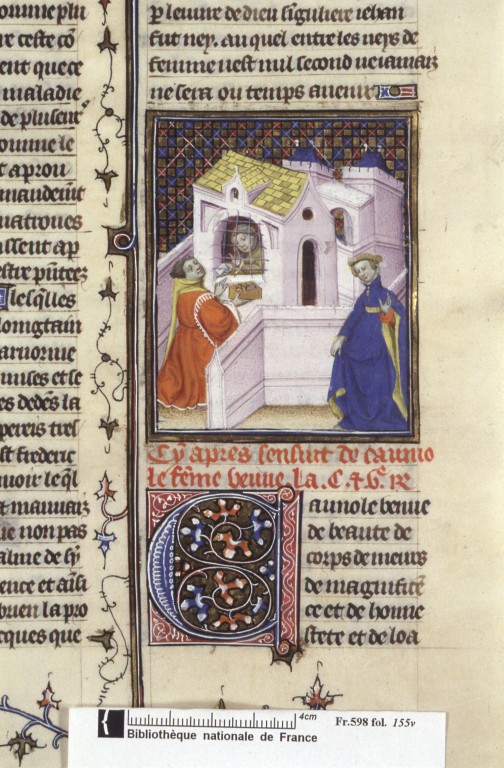
Cammiola payant la rançon de Roland, Des Femmes nobles et renommées, BNF, Fr.598.

Le nom de convention a été forgé par Millard Meiss en reprenant les œuvres regroupées par Bella Martens sous le nom de Maître de 1402 et dont il a distingué les miniatures de la main du Maître du Couronnement de la Vierge. Ce nom de convention provient d'un manuscrit traduit du texte de Boccace Des Cleres et Nobles Femmes et plus précisément intitulé dans ce manuscrit Des Femmes nobles et renommées (BNF, Fr.598) et enluminé à l'attention du bibliophile Jean Ier de Berry. Le Maître du Couronnement de la Vierge quant à lui a illustré un manuscrit jumeau destiné au frère du duc, Philippe II de Bourgogne (BNf, Fr.12420). Il est actif dans le milieu des enlumineurs souvent originaires d'Allemagne ou des Pays-Bas méridionaux installés à Paris et répondant à des commandes du libraires et marchand italien Jacopo Rapondi, frère de Dino Rapondi. Une indication en néerlandais dans un phylactère d'une miniature de Cassandre et Agamemnon (f.48v.), dans le manuscrit du Boccace confirme cette origine du nord de l'Europe.
Au moins trois mains peuvent être distinguées au sein de cet atelier. Son style se caractérise par des personnages trapus et animés, ainsi que par des scènes à la perspective sans profondeur.

## Œuvres attribuées

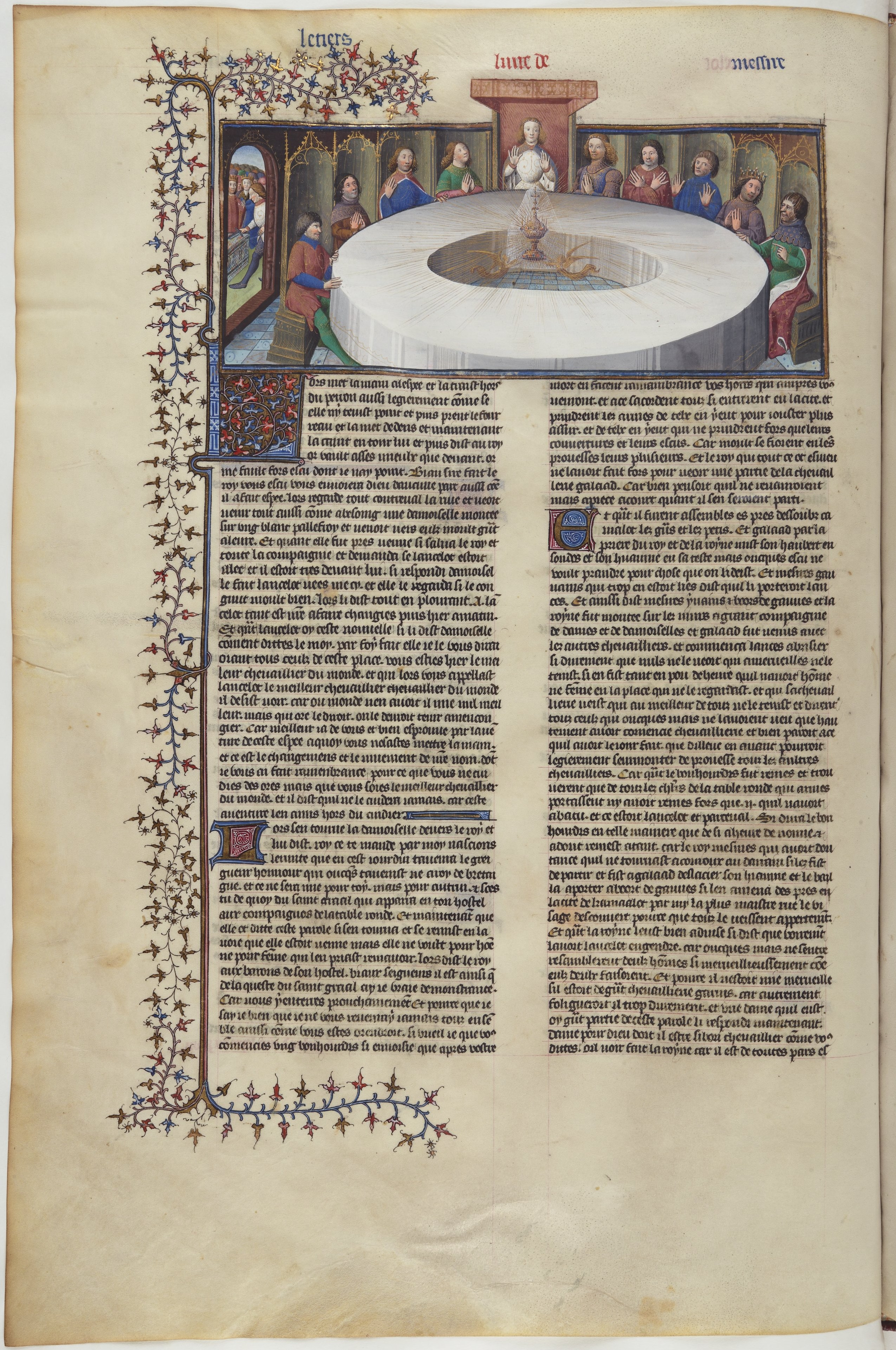
La Table ronde, miniature extraite de Lancelot du Lac, BNF Fr.120, f.524v.

- Des Femmes nobles et renommées de Boccace, vers 1403, Bibliothèque nationale de France, Paris, Fr.598[2]
- Heures de Charles le Noble, en collaboration avec le Maître des Initiales de Bruxelles et le Maître d'Egerton, vers 1404, Cleveland Museum of Art, 1964-40[3]
- Lancelot du Lac, 2 volumes en collaboration avec le Maître de la Cité des dames, vers 1405, Bibliothèque de l'Arsenal, Paris, Ms.3479-3480
- Lancelot du Lac, 2 volumes en collaboration avec le Maître de la Cité des dames vers 1405, BNF, fr.117-120[4]
- Bible historiale pour Jean de Berry, vers 1405, en collaboration avec le Maître de la Cité des dames et le Maître de Virgile, Bibliothèque de l'Arsenal, Ms.5057-5058[5]
- Histoire romaine de Tite Live, traduite par Pierre Bersuire pour Jean de Berry, en collaboration avec l'atelier du Maître de Bedford et le Maître d'Orose (f.46v.), vers 1405, Bibliothèque de Genève, Ms.Fr.77[6]
- Compilation de textes de Cicéron en latin et en français traduit par Laurent de Premierfait, vers 1405-1410, BNF, Lat.7789[7]
- La Cité de Dieu de saint Augustin, traduite par Raoul de Presles, vers 1407, BNF, Fr.172-173
- Livre d'heures, vers 1407, Walters Art Museum, Baltimore, W.209
- Livre d'heures, vers 1407, Walters Art Museum, W.232
- Livre d'heures, vers 1410, Walters Art Museum, W.265
- Pro Marcello et de Senectute de Cicéron, vers 1410, Biblioteca Trivulziana, Milan, Ms.693
- Histoire romaine de Tite Live, traduite par Pierre Bersuire, en collaboration avec le Maître de la Cité des dames, vers 1410, Bibliothèque royale de Belgique, Bruxelles, Ms.9049-9050
- Livre de Messire Bertrant du Guesclin de Cuvelier en prose, une miniature, vers 1410, Bibliothèque royale de Belgique, Bruxelles, Ms.10230
- Livre d'heures, en collaboration avec le Maître de Luçon, vers 1410-1412, Bibliothèque d'État de Berlin, Ms Theol. Lat.Qu.7
- Des Femmes nobles et renommées de Boccace, vers 1410-1415, Bibliothèque royale de Belgique Ms.9509
- Romans de la table ronde et de la quete du Saint Graal, vers 1410-1420, Bibliothèque nationale autrichienne, Vienne (Autriche), Cod.2537[8]
- Bible historiale de Guyart des Moulins, 2 volumes ayant appartenu à Charles VI, en collaboration avec le Maître de Virgile, le Maître de la Cité des dames (f.132) et le Maître des Pèlerinages de 1393, vers 1414-1415, Bibliothèque royale de Belgique, Bruxelles, Ms.9001-9002
- Bible historiale de Guyart des Moulins, 2 volumes en collaboration avec l'atelier du Maître de Virgile, le Maître de la Cité des dames et le Maître des Heures de Marguerite de Clisson, vers 1415, Bibliothèque royale de Belgique Ms.9024-9025
- Psautier dit d'Henri VI, dans le style du maître (attribution contestée), en collaboration avec le Maître de Hiéronimus, vers 1421, avec des ajouts postérieurs du Maître du Hannibal de Harvard vers 1430, British Library, Londres, Cotton Domitian A.XVII[9]